# Israelische Botschaft in London

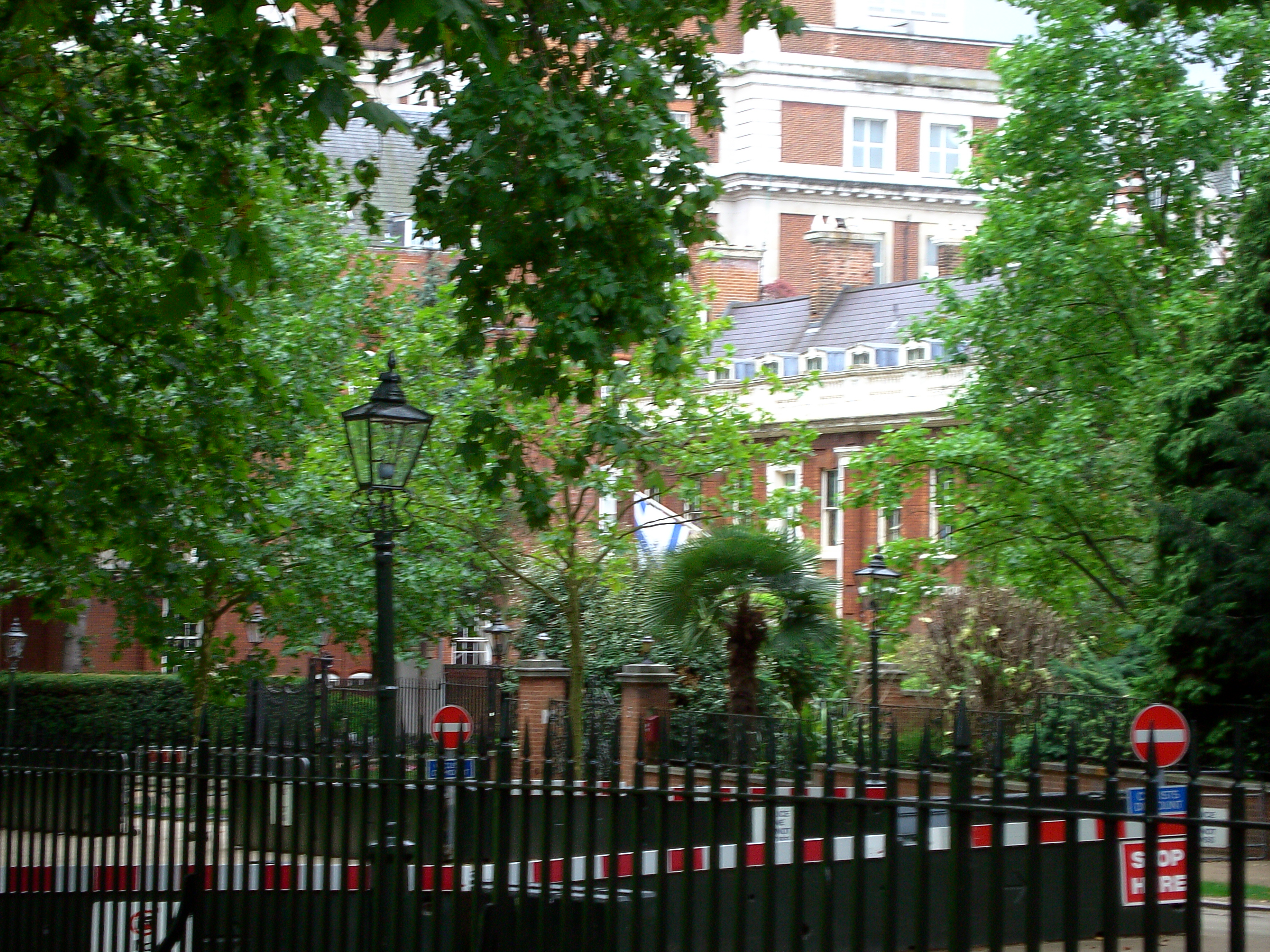

Die Israelische Botschaft in London ist der Hauptsitz der diplomatischen Vertretung von Israel im Vereinigten Königreich. Sie befindet sich im Londoner Stadtteil Kensington an der Kensington Palace Gardens.

## Geschichte
Das rote Backsteingebäude, in dem sich die Botschaft befindet, ist das 1860–1862 erbaute Haus des Schriftstellers William Makepeace Thackeray. Das Haus ist in der Statutory List of Buildings of Special Architectural or Historic Interest eingetragen.
Der Hauptkonferenzsaal ist nach Schlomo Argov benannt, der von 1979 bis 1982 Botschafter war und Opfer eines Anschlages wurde. Im Saal befindet sich eine Flagge des zionistischen Vordenkers Sir Moses Montefiore, die 1980 von dessen Familie an die Botschaft übergeben wurde.

## Terroranschläge
Im Jahre 1972 wurde die israelische Botschaft in London das erste Mal Opfer eines Terroranschlags mit Folgen: Acht Briefbomben wurden am 19. September zur Botschaft gesendet, wohl von der Terrororganisation Schwarzer September, die nur einige Tage zuvor das Münchner Olympia-Attentat auf israelische Sportler verübt hatte. Zwar wurden sieben davon rechtzeitig abgefangen, doch die eine übrige tötete den israelischen Diplomaten Ami Sachori.
Knapp zehn Jahre später, am 3. Juni 1982, wurde der amtierende Botschafter Schlomo Argov durch einen Kopfschuss schwer verletzt. Der Attentäter – einer von drei – war Hussein Ghassan Said, ein Mitglied der Abu-Nidal-Organisation. Schlomo Argov überlebte den Kopfschuss zwar, war jedoch danach 21 Jahre lang pflegebedürftig und erlag 2003 den Folgen der Verwundung.
Am 26. Juli 1994 – einen Tag nach dem Friedensschluss zwischen Israel und Jordanien – explodierte ein Auto mit 10 bis 15 kg Sprengstoff vor der Botschaft. Das Gebäude erlitt einige Schäden und viele Fenster in der Nachbarschaft wurden eingeschlagen, unter anderem im Kensington Palace. Die schwerste Verletzung war allerdings nur ein Armbruch. Mit dem Anschlag werden der Hisbollah nahestehende iranische Extremisten in Verbindung gebracht.